# ماغنوس فون براون (سياسي)
ماغنوس فون براون (بالألمانية: Magnus von Braun)‏ هو محامي وسياسي ألماني، ولد في 7 فبراير 1878 في باغراشينوفسك في روسيا، وتوفي في 29 أغسطس 1972 في أوبرآودورف في ألمانيا. حزبياً، نشط في حزب الشعب الوطني الألماني.

## روابط خارجية
- ماغنوس فون براون على موقع مونزينجر (الألمانية)